# Битка на Цървен камен
Битката на Цървен камен е сражение между четата на Вътрешната македонска революционна организация на Георги Спанчевски и сръбски войски от 28 юли 1926 година.
На 28 юли 1926 година с чета от 12 души води сражение със сръбски жандармеристи на Цървен камен в Герман планина. От четниците двама са убити, а трима ранени, докато сърбите дават 26 убити и 34 ранени. По данни на Иван Михайлов в сражението участват четниците от щипската чета Герасим Янев, Цанко Нушев, Ванчо Дачев от Неманици, Андрей Манов и Дафко Данаилов, и четниците от кочанската чета Георги Йосифов, Кръстьо Припорски и Йордан Сарафски от Саса.